# Kielichowcowate

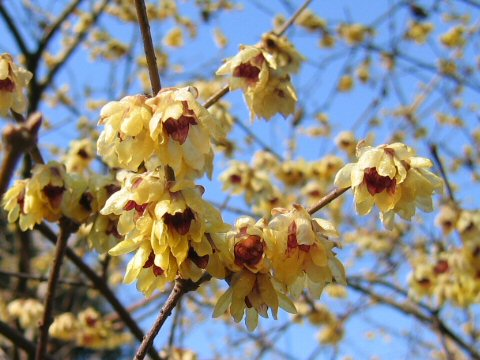
Zimokwiat wczesny

Kielichowcowate (Calycanthaceae) – rodzina niewielkich i aromatycznych drzew i krzewów z rzędu wawrzynowców (Laurales). Należą niej w zależności od ujęcia systematycznego 3–4 rodzaje. Wyodrębniany w monotypową podrodzinę gatunek Idiospermum australiense rośnie w wilgotnych lasach równikowych w Queenslandzie w północno-wschodniej Australii. Rodzaj kielichowiec (Calycanthus) liczący 4 gatunki rośnie w Ameryce Północnej, a w szerszym ujęciu obejmuje też jeden gatunek ze wschodniej Azji (bywa wyłączany w rodzaj Sinocalycanthus). W Azji też rosną rośliny z rodzaju zimokwiat Chimonanthus (5 gatunków). Kwiaty zapylane są przez owady, głównie chrząszcze.
Różne gatunki z rodziny, a zwłaszcza z rodzaju kielichowiec uprawiane są jako ozdobne. Walorem ozdobnym są efektowne kwiaty rozwijające się wiosną (w przypadku kielichowca wonnego pachnące poziomkami). Wysuszona aromatyczna kora kielichowca wonnego wykorzystywana była jako przyprawa – substytut cynamonu. Kora tego gatunku wykorzystywana jest też leczniczo.

## Morfologia
PokrójZwykle krzewy, rzadziej niewielkie drzewa o aromatycznej korze. Tylko Idiospermum australiense wyrasta w okazałe drzewo.
LiścieNaprzeciwległe, pojedyncze, całobrzegie, bez przylistków. Blaszka zwykle jest skórzasta, z użyłkowaniem pierzastym. Idiospermum australiense wyróżnia się obecnością 4 (rzadziej 3) masywnych liścieni, które u pozostałych gatunków są dwa i spiralnie skręcone.
KwiatyWyrastają pojedynczo w kątach liści na szczycie zmodyfikowanych krótkopędów. Kwiaty są obupłciowe. Okwiat niezróżnicowany na kielich i koronę składa się z 15–30 spiralne wyrastających, wąskich listków, coraz większych im bliżej wnętrza kwiatu. W rodzaju kielichowiec okwiat jest czerwonobrunatny, u Chimonanthus i Idiospermum żółtawo-biały. Dno kwiatowe kubeczkowate. W rodzaju Chimonanthus występuje jeden, 5-krotny okółek pręcików, u kielichowców pręciki są liczne, a od wnętrza kwiatu sąsiadują z płonnymi prątniczkami. Słupki są liczne, wolne o długich szyjkach wyrastających ponad kubeczkowate zagłębienie dna kwiatowego. W każdym słupku początkowo znajdują się dwa grubościenne zalążki, z których dojrzewa tylko dolny.
OwocPo dojrzeniu zalążka słupek zmienia się w wolny, nie zrośnięty z innymi orzeszek lub niełupkę. Orzeszki zamknięte są w rozrastającym się kubeczkowatym dnie kwiatowym. Nasiona zawierają duży zarodek i silnie zredukowane bielmo.

## Biologia i ekologia
Rośliny zawierają liczne alkaloidy i olejki eteryczne. Mają pachnącą korę i kwiaty. Zapylane są przez chrząszcze.

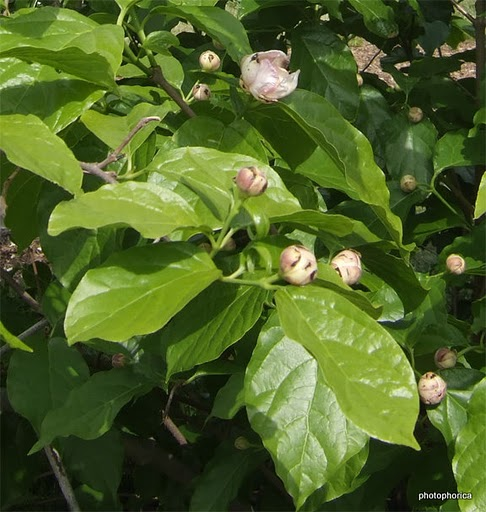
Kielichowiec chiński

## Systematyka
Rodzina klasyfikowana w obrębie rzędu wawrzynowców Laurales w systemach Cronquista, Dahlgrena, Thorne’a i kolejnych systemach APG. W systemie Takhtajana wyodrębniana we własny rząd Calycanthales.
Pozycja systematyczna według APweb (aktualizowany system APG IV z 2016)
|  | Siparunaceae                                                                     |
|  |                                                                                  |
|  | \| \| Gomortegaceae \| \| \| \| \| \| oboczkowate Atherospermataceae \| \| \| \| |
|  |                                                                                  |
|  | Gomortegaceae                                                                    |
|  |                                                                                  |
|  | oboczkowate Atherospermataceae                                                   |
|  |                                                                                  |

|  | Gomortegaceae                  |
|  |                                |
|  | oboczkowate Atherospermataceae |
|  |                                |

|  | poleńcowate Monimiaceae                                                                |
|  |                                                                                        |
|  | \| \| hernandiowate Hernandiaceae \| \| \| \| \| \| wawrzynowate Lauraceae \| \| \| \| |
|  |                                                                                        |
|  | hernandiowate Hernandiaceae                                                            |
|  |                                                                                        |
|  | wawrzynowate Lauraceae                                                                 |
|  |                                                                                        |

|  | hernandiowate Hernandiaceae |
|  |                             |
|  | wawrzynowate Lauraceae      |
|  |                             |

|  | Siparunaceae                                                                     |
|  |                                                                                  |
|  | \| \| Gomortegaceae \| \| \| \| \| \| oboczkowate Atherospermataceae \| \| \| \| |
|  |                                                                                  |
|  | Gomortegaceae                                                                    |
|  |                                                                                  |
|  | oboczkowate Atherospermataceae                                                   |
|  |                                                                                  |

|  | Gomortegaceae                  |
|  |                                |
|  | oboczkowate Atherospermataceae |
|  |                                |

|  | poleńcowate Monimiaceae                                                                |
|  |                                                                                        |
|  | \| \| hernandiowate Hernandiaceae \| \| \| \| \| \| wawrzynowate Lauraceae \| \| \| \| |
|  |                                                                                        |
|  | hernandiowate Hernandiaceae                                                            |
|  |                                                                                        |
|  | wawrzynowate Lauraceae                                                                 |
|  |                                                                                        |

|  | hernandiowate Hernandiaceae |
|  |                             |
|  | wawrzynowate Lauraceae      |
|  |                             |

|  | Siparunaceae                                                                     |
|  |                                                                                  |
|  | \| \| Gomortegaceae \| \| \| \| \| \| oboczkowate Atherospermataceae \| \| \| \| |
|  |                                                                                  |
|  | Gomortegaceae                                                                    |
|  |                                                                                  |
|  | oboczkowate Atherospermataceae                                                   |
|  |                                                                                  |

|  | Gomortegaceae                  |
|  |                                |
|  | oboczkowate Atherospermataceae |
|  |                                |

|  | poleńcowate Monimiaceae                                                                |
|  |                                                                                        |
|  | \| \| hernandiowate Hernandiaceae \| \| \| \| \| \| wawrzynowate Lauraceae \| \| \| \| |
|  |                                                                                        |
|  | hernandiowate Hernandiaceae                                                            |
|  |                                                                                        |
|  | wawrzynowate Lauraceae                                                                 |
|  |                                                                                        |

|  | hernandiowate Hernandiaceae |
|  |                             |
|  | wawrzynowate Lauraceae      |
|  |                             |

|  | Siparunaceae                                                                     |
|  |                                                                                  |
|  | \| \| Gomortegaceae \| \| \| \| \| \| oboczkowate Atherospermataceae \| \| \| \| |
|  |                                                                                  |
|  | Gomortegaceae                                                                    |
|  |                                                                                  |
|  | oboczkowate Atherospermataceae                                                   |
|  |                                                                                  |

|  | Gomortegaceae                  |
|  |                                |
|  | oboczkowate Atherospermataceae |
|  |                                |

|  | poleńcowate Monimiaceae                                                                |
|  |                                                                                        |
|  | \| \| hernandiowate Hernandiaceae \| \| \| \| \| \| wawrzynowate Lauraceae \| \| \| \| |
|  |                                                                                        |
|  | hernandiowate Hernandiaceae                                                            |
|  |                                                                                        |
|  | wawrzynowate Lauraceae                                                                 |
|  |                                                                                        |

|  | hernandiowate Hernandiaceae |
|  |                             |
|  | wawrzynowate Lauraceae      |
|  |                             |

Podział na podrodziny i rodzaje
- podrodzina Idiospermoideae Thorne
  - Idiospermum S.T. Blake
- podrodzina Calycanthoideae Burnett
  - Calycanthus L. – kielichowiec
  - Chimonanthus Lindl. – zimokwiat

Wyodrębniany bywa także monotypowy rodzaj Sinocalycanthus (W.C.Cheng & S.Y.Chang) W.C.Cheng & S.Y.Chang z gatunkiem Sinocalycanthus chinensis W.C.Cheng & S.Y.Chang, który według Flora of China i The Plant List włączany jest do rodzaju kielichowiec jako Calycanthus chinensis kielichowiec chiński.